# 로드무비 (영화)
"로드무비"는 2002년에 개봉한 대한민국의 영화이다.
한편, 정찬(석원 역)은 해당 영화 속 역할을 위해 대마초에 손을 댔고 이 때문에 2001년 12월 대마초 사건으로 구속 기소되어야 했다.

## 캐스팅
- 황정민 : 대식 역
- 정찬 : 석원 역
- 서린 : 일주 역
- 정형기 : 민석 역
- 방은진 : 정인 역
- 김기천 : 조씨 역
- 이재응 : 수호 역
- 박경환 : 웨이터 역
- 도용구 : 심문 형사 역
- 이재구 : 심문 형사 역
- 김광인 : 해안 형사 역
- 김황도 : 해안 형사 역
- 손진호 : 전경 역
- 허기호 : 역무원 역
- 정종현 : 포구 반장 역
- 한기중 : 석원 선배 역
- 노기홍 : 석원 동료 역